# Casca
 (mai 2024).
Si vous disposez d'ouvrages ou d'articles de référence ou si vous connaissez des sites web de qualité traitant du thème abordé ici, merci de compléter l'article en donnant les références utiles à sa vérifiabilité et en les liant à la section « Notes et références ».
Pour les articles homonymes, voir Casca (homonymie).
Casca (キャスカ, Kyasuka) (parfois orthographié Caska)  est le personnage féminin principal du manga Berserk.
Elle fait partie de la Brigade des Faucons, menée par Griffith, dont elle est le second officier après lui. Elle a la réputation d'être la meilleure combattante de la troupe après Griffith et Guts.
Casca est originaire d'un village de paysans d'une région frontalière du Royaume de Midland. Ses parents, accablés par les taxes et la guerre, furent contraints de la vendre à un noble de passage alors qu'elle était enfant. Le noble tenta de la violer mais Griffith la secourut en lui donnant une épée pour se défendre. Elle tua son agresseur, puis rejoignit la Bande des Faucons, alors simple rassemblement de bandits. Elle gravit les échelons grâce à sa maîtrise de l'épée et à sa volonté, pour finalement devenir le bras droit de Griffith. Elle a pour lui des sentiments ambigus oscillant entre la vénération presque mystique et des sentiments amoureux. En revanche, Griffith ne voit en Casca qu'un soldat dévoué et talentueux, et ne lui rend pas ses sentiments. Il place toutefois en elle une confiance absolue.
Plus tard, elle rencontrera Guts, à qui elle reprochera longtemps de détourner Griffith de son but. Elle et Guts se rapprocheront finalement après avoir eu plusieurs occasions de se sauver l'un l'autre. Casca se détachera également petit à petit de Griffith, comprenant que celui-ci ne pourra jamais être celui qu'elle voudrait voir, étant prisonnier de son ambition.
Après la capture de son chef, elle assumera provisoirement le rôle de chef des Faucons, puis, rejointe par Guts, elle parviendra à sauver Griffith des geôles du Roi du Midland où il était emprisonné.
À la suite de l'éclipse, Casca perdra la tête après avoir reçu la marque du sacrifice et été violée par Femto, le God Hand autrefois nommé Griffith. Guts et elle ne seront après cela jamais à l'abri du Mal, portant tous deux le symbole des God Hand qui les désignent comme morts en sursis. Elle risquera maintes fois de mourir, mais sera protégée par Griffith, Guts et leur enfant. Elle est désormais souvent accompagnée de Dame Farnese qui joue un peu le rôle de nounou pour elle.
Casca est le symbole de la femme forte dans Berserk. Sa volonté lui permet des actions d'éclats, elle est réfléchie, intelligente et ne baisse jamais les bras. C'est une combattante habile, ayant menée sa vie par l'épée, elle s'est affranchie de ses liens en tuant, et à cet égard elle est respectée dans toute la bande ; seuls Guts et Griffith ont plus de prestige qu'elle. Néanmoins, Casca n'est pas non plus un monstre tels que Guts et Griffith et elle reste faible face à l'horreur des Apôtres, bien que ne leur abandonnant rien. Ainsi, n'ayant pas la haine de Guts, elle ne peut supporter l’Éclipse et sombre dans la folie. Finalement, avec des personnages comme Judeau, Casca se pose comme un personnage vraiment humain, en opposition avec les démons que sont Guts ou Griffith.